# الرمز المفقود (مسلسل تلفزيوني)
الرمز المفقود لدان براون ، أو الرمز المفقود ، هو مسلسل أكشن ومغامرة تلفزيوني أمريكي مبني على رواية الرمز المفقود من تأليف دان براون عام 2009 . يضم المسلسل آشلي زوكرمان في دور روبرت لانغدون، تم إنتاجه لصالح منصة بيكوك. عرض المسلسل لأول مرة في تاريخ 16 سبتمبر 2021.

## الحبكة
تدور الحبكة حول شاب يدعى روبرت لانغدون، والذي عينته وكالة المخابرات المركزية لحل عدد من الألغاز الخطرة بعدما اختفى مرشده.

## الطاقم

### الأساسي
- أشلي زوكرمان بدور روبرت لانغدون
- إدي إيزارد بدور بيتر سولومون، مرشد روبرت الأكاديمي
- فالوري كاري بدور كاثرين سولومون، ابنة بيتر
- Beau Knapp بدور ملاك
- ريك غونزاليس بدور ألفونسو نونيز، ضابط في الكابيتول
- سومالي مونتانو بدور إينو ساتو، مدير مكتب الأمن في وكالة المخابرات المركزية

### التناوب
- راؤول بهنيا بدور نيكولاس باستين، «البواب»
- لورا دي كارتريت بدور إيزابيل سليمان، زوجة بيتر
- كينان جليف بدور زكاري سليمان، ابن بيتر
- سامي روتيبي بدور الوكيل أدامو

## الحلقات
| ت | العنوان                   | اخراج         | الكاتب               | تاريخ الأصدار الأصلي |
| - | ------------------------- | ------------- | -------------------- | -------------------- |
| 1 | "كما هو فوق، كذلك هو تحت" | دان تراختنبرج | دان دوركين وجاي بيتي | 16 سبتمبر 2021       |
| 2 | "العراف"                  | ماتياس هيرندل | دان دوركين وجاي بيتي | 23 سبتمبر 2021       |
| 3 | "تذمر"                    | -             | -                    | 30 سبتمبر 2021       |

## الإنتاج

### التطوير
لقد تم تطوير المشروع في الأصل كفيلم من بطولة الممثل توم هانكس بدور روبرت لانغدون ومن إنتاج وإخراج رون هوارد لكولومبيا بيكتشرز   جنبًا إلى جنب مع منتجي الامتياز براين جرازر وجون كالي. بين عامي 2010 و 2013، وظفت شركة Sony Pictures ثلاثة كتاب سيناريو للمشروع، وهم ستيفن نايت،  دان براون،  وداني سترونغ. وفي شهر يوليو من عام 2013، أعلنت شركة Sony Pictures أنها ستتكيف مع الجحيم (رواية دان براون) لإصداره في 14 أكتوبر 2016  
في يونيو 2019، أعلن عن إعادة تصميم المشروع كمسلسل تلفزيوني بعنوان لانغدون. سيكون المسلسل بمثابة مقدمة مسبقة لسلسلة الأفلام، حيث يعمل دان دوركين وجاي بيتي كمبدعين ومقدما عروض ومنتجان تنفيذيان. سيعمل دان براون ورون هوارد وبريان جرازر وسامي كيم فالفي وآنا كولب كمنتجين تنفيذيين إضافيين. سيكون العرض إنتاجًا مشتركًا بين Imagine Television Studios و CBS Studios و Universal Television Studios وسيتم بثه على NBC. في مارس 2021، تم إعلان اختيار خدمة Peacock للمسلسل.  تم الكشف عن العنوان الجديد للمسلسل في 17 مايو 2021، مع مقطع دعائي للمسلسل. كانت الحلقة الأولى من إخراج دان تراختنبرج، والذي يلعب كمنتج تنفيذي في المسلسل.

### اختيار الطاقم
في مارس 2020، تم اختيار آشلي زوكرمان لدور روبرت لانغدون. وفي يونيو 2020، تم اختيار Valorie Curry وEddie Izzard لدور Katherine و Peter Solomon. بعد مرور عدة أيام أعلن عن اختيار ممثلين اضافيين، وهم سومالي مونتانو لدور ساتو وريك غونزاليس لدور نونيز وبو كناب لدور مالاخ. في يونيو 2021، تم اختيار راؤول بهنيا، وسامي روتيبي، وكينان جوليف في أدوار متناوبة.

### التصوير
لقد بدأ التصوير الرئيسي للمسلسل في 14 يونيو 2021 في مقاطعة أونتاريو بمدينة تورنتو، ومن المحدد أن ينتهي في 7 أكتوبر 2021.

## العرض
تم عرض المسلسل لأول مرة في 16 سبتمبر 2021 على منصة Peacock .  تم إصدار مجموعة من ستة ملصقات اعلانية، كل منها يضم أحد الشخصيات الأساسية للمسلسل، وتم نشرها في اليوم الذي يسبق البث. تم اختيار المسلسل بواسطة منصة Voot الهندية للبث المباشر.

## الاراء
أبلغ موقع مجمع المراجعة على الويب Rotten Tomatoes عن نسبة موافقة تبلغ 55٪ بمتوسط تقييم 6.6/10، بناءً على 11 مراجعة نقدية. يقرأ إجماع نقاد الموقع، «مع فرضية واعدة، ومواقع جميلة، وشخصية معروفة، فإن الرمز المفقود لديه كل المتطلبات اللازمة لكي يكون إضافة رائعة لقصة روبرت لانغدون - لو لم تقوض الكتابة السطحية والوتيرة الغريبة كل تلك الإمكانية». أعطى ميتاكريتيك السلسلة معدل نقاط يقدر ب53 من اصل 100 بناءً على 5 مراجعات نقدية، مما يشير إلى مراجعات متوسطة المستوى.

## روابط خارجية
- The Lost Symbol  في قاعدة بيانات الأفلام على الإنترنت (بالإنجليزية)
- الموقع الرسمي لروبرت لانغدون